# Cathérine Kools
Cathérine Kools (21 augustus 1981) is een Vlaamse actrice.
Kools werd bekend als "het lief van" in Vaneigens, de afsluiter van Man bijt hond, geregisseerd door Jan Eelen. Toen die rubriek afliep in 1998, is ze een jaar later te zien in de videoclip van het nummer "Wrong" van Novastar. Sindsdien vertolkte ze verscheidene gastrollen in onder andere Heterdaad, Recht op Recht, Thuis en Aspe. Vanaf september 2004 was ze te zien als Lotte in Wittekerke. Eerder speelde ze een hoofdrol in Vergeten straat van Luc Pien en de titelrol in Ellektra van Rudolf Mestdach. In 2007 was ze Lies in Firmin, geregisseerd door Dominique Deruddere.
In 2008 nam ze deel aan het tweede seizoen van Steracteur Sterartiest. Tussen 2007 en 2010 was ze te zien in de film Vermist en twee seizoenen van de gelijknamige televisieserie die erop volgde. Daarnaast had ze in 2010 een gastrol in David.
Vanaf april 2013 speelde ze een hoofdrol als Leen Van den Bossche in de soap Familie.
In 2018 was ze te zien als Juno in de film Nachtwacht: De poort der zielen. In 2024 hernam ze haar rol als Leen Van den Bossche in Familie.
Momenteel verleent ze haar stem aan een aantal reclamespotjes op radio en televisie.

## Filmografie
- Vergeten straat (1999) - als Hermine
- Heterdaad (1999) - als Joke Prinsen
- Recht op Recht (2001) - als Simone Winkelman
- Thuis (2003) - als Xaria
- Ellektra (2004) - als Ellen/Ellektra
- Wittekerke (2004-2008) - als Lotte Vandenbroecke
- Sam (2005) - als Leni
- Aspe (2006) - als Lotte Somers
- En daarmee basta! (2006) - als Saartje
- Firmin (2007) - als Lies
- Vermist (2007) - als inspecteur Milly Lacroix
- I.V.F (2007) - als verpleegster
- Vermist (2008-2010) - als inspecteur Milly Lacroix
- David (2010) - als Sophie Van den Bossche
- Witse (2011) - als Sophie Koninckx
- Zone Stad (2012) - als Lore De Keyser
- Danni Lowinski (2012) - als Jolien Vandenberghe
- Familie (2013-2018, 2024) - als Leen Van den Bossche
- Professor T. (2015) - als Tiny Mertens
- Nachtwacht: De Poort der Zielen (2018) - als Juno